# Maomé I de Canem
Maomé I (m. 1342) foi um maí (rei) do Império de Canem da dinastia sefaua e governou em 1341-1342. Era filho de Abedalá II (r. 1315–1335) e sucedeu Curi II (r. 1340–1341), seu irmão. A crise iniciada no reinado de Salmama II (r. 1335–1339) persiste e Maomé foi morto em combate contra os saôs em 1342. Com sua morte, seu ramo da linhagem sefaua sai do poder e entrega-o a Idris I (r. 1342–1366), neto de Bir II (r. 1277–1296).